# موش کانگورویی
موش کانگورویی (نام علمی: Microdipodops) (نام پارسی این موش در فرهنگ دهخدا، کلاوو است) نام یک سرده از تیره دیگرموشان است.
جونده ای است با طول (ارتفاع) ۵ سانتیمتر که قرابت نزدیکی با خانواده سنجابها دارند. رنگ آنها از خاکستری روشن به قرمز متغیر است. عادت به ذخیره کردن غذا دارند. از ساقه گیاهان، دانه‌ها و قارچهای گوشتی تغذیه می‌کنند. برای انتقال مواد غذایی آنها را داخل دهان می‌گذارند. به آب زیادی نیاز ندارند زیرا که بدن آب مورد نیاز را از اکسید کردن چربی‌ها و هیدراته کردن اکسیژن هوا به دست می‌آورد. هنگام وحشت به پاهای عقبی فشار آورده و با این عمل می‌تواند در هر ثانیه ۵متر بدود و فرار کند. دم او به عنوان فرمان عمل می‌کند و در حین پرش موش تا ۹۰ درجه می‌چرخد. این موش‌ها شبگرد هستند. دشمنان آنها کفتارهایی هستند که به سوراخ مخفیگاه آنها وارد می‌شوند، روباه‌های صحرایی و روباه‌های طوسی که می‌توانند موشها را روی زمین شکار کنند. مارها و جغدها نیز آنها را شکار می‌کنند تا از بافتهای بدن آنها آب به دست آورند.

## گونه‌ها
- موش کانگورویی کمرنگ - Microdipodops pallidus
- موش کانگورویی تیره - Microdipodops megacephalus